# Су-25М1
Су-25М1 — украинский вариант модернизации советского реактивного штурмовика Су-25.

## История
О возможности осуществления модернизации Су-25 и Су-25УБ на запорожском авиаремонтном заводе «МиГремонт» было упомянуто в 2008 году, приказом министра обороны № 104 от 4 марта 2010 года Су-25М1 и Су-25УБМ1 были официально приняты на вооружение.
Помимо завода «МиГремонт», в программе модернизации штурмовика принимали участие КП CКБ «Арсенал», ГП «Оризон-Навигация», ГП «Новатор», ГП ГККБ «Луч», ООО «Радионикс», ООО «Научно-производственная фирма «АДРОН», КП НПК «Искра», Изюмский приборостроительный завод, ГП «Одесский авиационный завод» и ещё несколько предприятий военно-промышленного комплекса Украины.
4 марта 2010 года министерство обороны Украины официально приняло на вооружение военно-воздушных сил Украины модернизированный вариант штурмовика Су-25 и его учебно-боевого варианта Су-25УБ (получившие наименование Су-25М1 и Су-25УБМ1). Первые модернизированные самолёты (два Су-25М1 и один Су-25УБМ1) были изготовлены и переданы в войска в 2010 году, они поступили в 299-ю бригаду тактической авиации в Николаевской области. В 2011 году модернизировали и передали в войска ещё два Су-25М1.
В течение 2012 года были модернизированы и переданы в войска три самолёта Су-25М1: 1 октября 2012 года 299-я бригада тактической авиации получила один Су-25М1, что увеличило общее количество модернизированных самолётов до шести единиц (пять Су-25М1 и один Су-25УБМ1), 5 декабря 2012 года в 299-ю бригаду тактической авиации передали ещё два Су-25М1.
В 2013 году не было модернизировано ни одного самолёта этого типа, но 26 февраля 2014 года генеральный директор государственного концерна «Укроборонпром» С. В. Громов сообщил о том, что в 2013 году было освоено серийное производство самолёта Су-25М1.
В 2014 году в войска были переданы четыре модернизированных самолёта (три Су-25УМ1 и один Су-25УБМ1), однако после начала военной операции на востоке Украины имели место потери в самолётах этого типа. К началу августа 2014 года в составе ВВС Украины имелось 14 модернизированных самолётов типа Су-25М1.
В 2015 году были разработаны новые варианты модернизации самолётов типа Су-25 (Су-25М1К и Су-25УБМ1К), выполнение работ по ремонту и продлению ресурса самолётов Су-25М1 вооружённых сил Украины продолжалось, но в войска не передали ни одного дополнительного модернизированного самолёта этого типа. В 2016 году завод «МиГремонт» отремонтировал и передал в войска ещё два модернизированных штурмовика Су-25М1.
21 декабря 2018 года в войска передали ещё один модернизированный штурмовик - Су-25М1К.
В 2019 году в государственном научно-исследовательском институте испытаний и сертификации вооружения и военной техники Украины были проведены лётные испытания модернизированного варианта самолёта Су-25УБМ1К (оснащённого новым прибором GPS-навигации модели СН-3307М с улучшенными характеристиками).

## Описание
В ходе модернизации самолёта Су-25 до уровня Су-25М1 производится капитальный ремонт и установка дополнительного оборудования украинского производства: производится замена аналогового прицела серийного Су-25 на новый цифровой прицел АСП С-17БЦ8-М1, устанавливают интегрированный в прицельно-навигационный комплекс самолёта приёмник системы спутниковой навигации СН-3307 производства «Оризон-Навигация», средства контроля и регистрации полётных данных производства харьковского ОАО "Авіаконтроль" и модернизированную радиостанцию.
В результате модернизации были улучшены точность навигации при полётах на маршрутах на любых высотах, точность бомбометания и стрельб по наземным целям.
Стоимость модернизации одного Су-25 до уровня Су-25М1 в ценах 2011 года составляла около 10 млн. гривен. По состоянию на начало октября 2012 года стоимость программы модернизации одного Су-25 до уровня Су-25М1 (без учёта расходов на капитальный ремонт) составляла 920 тыс. долларов США.
На следующие модификации устанавливается дополнительная аппаратура (в частности, улучшенная система аудио- и видеорегистрации) и комбинированные устройства отстрела ложных тепловых целей.

## Варианты и модификации
- Су-25М1 - модернизированный вариант одноместного штурмовика Су-25, вариант 2010 года[6]
- Су-25УБМ1 - модернизированный вариант двухместного учебно-боевого самолёта Су-25УБ, вариант 2010 года[6]
- Су-25УМ1 - модернизированный вариант штурмовика Су-25, вариант 2014 года[13]
- Су-25М1К - модернизированный вариант одноместного штурмовика Су-25, вариант 2015 года[15][24], дооборудован комбинированным устройством отстрела ложных тепловых целей «Адрос» КУВ 26-50-01[25]
- Су-25УБМ1К - модернизированный вариант двухместного учебно-боевого самолёта Су-25УБ, вариант 2015 года[15][24], дооборудован комбинированным устройством отстрела ложных тепловых целей «Адрос» КУВ 26-50-01[25]

## Страны-эксплуатанты
- Украина 15 Су-25М1 по состоянию на 2022 год